# Distretto di Tando Muhammad Khan
Il distretto di Tando Muhammad Khan (in urdu  ضلع ٽنڊو محمد خان‎?) è un distretto del Sindh, in Pakistan, che ha come capoluogo Tando Muhammad Khan. Nel 2010 possedeva una popolazione di 547.215 abitanti. Il distretto venne fondato nel 2005.